# Wilcza Góra (Wyżyna Częstochowska)
Wilcza Góra (409 m) – wzgórze w miejscowości Niegowoniczki w województwie śląskim, w powiecie zawierciańskim, w gminie Łazy. Znajduje się w północnej części wsi, w pobliżu granicy z wsią Niegowonice. 
W literaturze turystycznej Wilcza Góra lokalizowana jest w paśmie wzniesień zwanym Pasmem Smoleńsko-Niegowonickim. W regionalizacji geograficznej Polski według Jerzego Kondrackiego odpowiada ono w przybliżeniu Wyżynie Ryczowskiej będącej częścią Wyżyny Częstochowskiej, ta zaś wchodzi w skład Wyżyny Krakowsko-Częstochowskiej.
Wilcza Góra jest częściowo pokryta polami uprawnymi, a częściowo porośnięty lasem. Jest jednym z licznych wzniesień w Niewgowoniczkach i Niegowonicach. W jej najbliższym otoczeniu znajdują się wzniesienia: Kromołowiec, Żydowska Góra, Góra Mazurowa, Spalona Góra, Okrąglica, Góra Stodólska, Sojowa Górka, Wawrzynowa Góra, Kulawikowa Góra.